# Ippocrate di Gela
Ippocrate di Gela (in greco antico: Ἱπποκράτης?, Hippokrátes, in latino Hippocrătes; ... – Ibla, 491 o 490 a.C.) è stato il secondo tiranno di Gela e governò dal 498 o 497 a.C. alla morte.

## Biografia

### Ascesa al potere
Ippocrate era figlio di Pantare e fratello di Cleandro, il primo tiranno di Gela, liquidato nell'ambito di una congiura, probabilmente orchestrata dall'aristocrazia cittadina. Ippocrate succedette al fratello, non senza dover prima affrontare un periodo di guerra civile contro quello stesso elemento aristocratico che aveva cercato di abbattere la tirannia in città. In ciò probabilmente fu aiutato da Gelone, una sua guardia del corpo (il futuro tiranno di Gela e poi di Siracusa).

### Conquista della Sicilia orientale e ruolo di Gelone
Erodoto, narrando di Gelone, si sofferma sulle vaste conquiste che Ippocrate ottenne nel suo settennato al potere. È possibile che il passo erodoteo, che elenca le località conquistate da Ippocrate (Callipoli, Nasso, Zancle, Leontinoi) rinvii ad un'effettiva sequenza cronologica: Ippocrate si sarebbe prima diretto contro centri minori, in modo da fare bottino e procurarsi fondi per sostenere la guerra (alla conquista di Nasso e alla perdita di autonomia sembra corrispondere un'interruzione nell'attività di coniazione da parte della colonia calcidese). Siracusa soltanto, pur sconfitta al fiume Eloro, sfugge alla servitù, soccorsa da Corinto e da Corcira, ma deve cedere Camarina. Abbastanza misteriosamente, dall'elenco erodoteo manca Katane e comunque non sappiamo se l'elenco sia nel complesso completo. Sempre da Erodoto ricaviamo che è in questa campagna che Gelone si conquista, con la sua abilità sul campo, la fiducia di Ippocrate, che lo innalza a ipparco (comandante della cavalleria). Alla fine della campagna, Ippocrate è padrone della Sicilia orientale.

### Coniazione, mercenariato, attività edilizia
Generalmente si ritiene che Ippocrate si sia servito di milizia mercenaria, composta tanto da Greci che da Siculi: il saccheggio delle città conquistate gli fa ottenere ricchezze che egli può rimettere in circolazione coniando moneta ed è forse al nuovo tiranno che va attribuita la prima attività di coniazione a Gela (adottando il sistema ponderale euboico-attico e il didramma come valore nominale di base). Ma l'attività della nuova zecca di Gela va ascritta non solo all'esigenza di pagare i mercenari, ma anche ad un'intensa attività edilizia, che si sviluppa tanto a Gela, con la ristrutturazione del complesso templare di Athena Lindia, quanto nella madrepatria (lavori per il thesaurós del santuario di Olimpia). L'argento per le monete proveniva da esazioni effettuate nella madrepatria e dalla vendita dei prigionieri resi schiavi (inizialmente solo indigeni, ma ben presto anche Greci).
Per ripagare la truppa mercenaria Ippocrate adotta inoltre un sistema che verrà poi sistematicamente usato da pressoché tutti i tiranni sicelioti dei tempi successivi, a partire da Gelone, cioè l'istituzione di colonie militari da destinare ai soldati, i quali si assicuravano il possesso di vasti spazi di terra coltivabile. È così, come testimonia Tucidide, che viene rifondata, nel 492 a.C., Camarina, la quale nel 553 a.C., in conflitto con la madrepatria Siracusa, era stata spopolata. E in effetti gli scavi archeologici hanno confermato l'esistenza di una fase geloa precedente la distruzione della città operata poi da Gelone. E anche le prime attività di coniazione a Camarina coincidono con quelle ippocratee a Gela, con identico sistema ponderale. Ad Olimpia, poi, è stata rinvenuta la dedica di un certo Prassitele di Mantinea, che dichiara doppia cittadinanza: costui, un mercenario arcade, sarà stato probabilmente collocato a Camarina da Ippocrate e poi spostato a Siracusa da Gelone, dopo la distruzione della città. La rifondazione di Camarina consente inoltre ad Ippocrate di effigiarsi del ruolo di ecista, in quanto "rifonda" la città e si garantisce il culto riservato dopo la morte agli eroi fondatori.

### Tiranni vicari: il caso di Scite
Ippocrate non distrugge le poleis conquistate, ma le affida a tiranni vicari, che da lui dipendono e a cui è riservata un'autonomia appena formale, come è il caso di Enesidemo di Leontini, figlio di Pateco. Di questi tiranni vicari abbiamo comunque pochissime informazioni. Il caso meglio documentato è anche quello più controverso e riguarda Zancle (per la sua posizione fatalmente legata allo scenario della Magna Grecia). La vicenda è documentata dalla testimonianza di Erodoto (6, 23):
Il passo di Erodoto può essere collegato ad un passo di Tucidide (6, 4, 5-6), il quale riferisce:
I Sami e gli Ioni menzionati da Erodoto e da Tucidide sono con tutta probabilità da collegare alla battaglia di Lade del 494 a.C., che determina la fine della rivolta ionia contro i Persiani. Queste genti, in fuga dal disastroso risultato della guerra contro gli Achemenidi, ma soprattutto dai disordini civili sorti in seno alle comunità greche, sarebbero state invitate in Sicilia proprio dagli Zanclei (per motivi non evidenti) ed erano dirette a Kalé Akté, sulla costa settentrionale della Sicilia. Quando giungono a Locri Epizefirii, due importanti fatti avevano modificato il panorama della regione: Zancle era stata sottomessa da Ippocrate e Anassilao aveva assunto da poco la tirannide a Reghion. Il quale Anassilao intercetta i profughi e li indirizza verso Zancle, sguarnita e appetibile. L'intervento di Ippocrate blocca i piani di Anassilao, ma, abbastanza inaspettatamente, il tiranno geloo fa arrestare Scite di Cos (forse un suo tiranno vicario), tratta in schiavitù molti zanclei e manda a morte centinaia fra i più insigni abitanti di Zancle nelle mani dei Sami, i quali però, per ragioni non chiare, li risparmiano. Anche Scite riesce a scappare e a tornare a Cos, dove originariamente aveva rinunciato alla tirannide per cercare fortuna in Occidente e si era allontanato con il permesso del re persiano Dario. Il quale, al vederlo tornare e presentarsi alla sua corte, "lo giudicò il più onesto di tutti gli uomini che erano venuti a lui dalla Grecia" (Erodoto, 6, 24).
Parte della critica tende a vedere in Scite un fantoccio di Ippocrate, e questo spiegherebbe perché Ippocrate gli volti le spalle e lo punisca per la mancata difesa di Zancle. Il resoconto di Erodoto dipinge però Scite come un autocrate autonomo, legato a Ippocrate da symmachia. Altri storici per questo ritengono, anche appoggiandosi a considerazioni relative alla numismatica, che il controllo di Ippocrate su Zancle sia successivo all'accordo con i Sami.
In ogni caso, i Sami mantennero il potere su Zancle per cinque anni, quando Anassilao li scacciò, insediando nella città "uomini di provenienza diversa" (Tucidide, 6, 4, 6), tra cui dei Messeni, probabilmente salvatisi da un moto di iloti datato 490 a.C. Fu forse in questa occasione che Anassilao, egli stesso di discendenza messena, ribattezzò la città Messana.

### Ippocrate sconfigge Siracusa sul fiume Eloro
È nel 492 a.C. che Ippocrate tenta la conquista di Siracusa. Per quanto privo di una marina, il tiranno geloo era convinto di poter trovare appoggio nelle classi povere e di poter così scalzare gli oligarchi gamoroi. Tale appoggio gli mancò e fu forse per questo che, nonostante la vittoria sul fiume Eloro, consentì alla mediazione di Corinto, che condusse alla restituzione di prigionieri di guerra siracusani in cambio di Camarina. Per Siracusa la sconfitta determinò molto probabilmente la fuoriuscita dei gamoroi verso Casmene e l'instaurarsi di quella politeia di cui parla Aristotele, riferendosi alla Siracusa che sta per finire, anni dopo, nelle mani di Gelone. Questa ipotesi è corroborata anche da una testimonianza di Diodoro, il quale riporta che Ippocrate, dopo la vittoria sul fiume Eloro, si era accampato presso il tempio di Zeus e aveva sorpreso dei sacerdoti a trafugare il tesoro del tempio. Ippocrate avrebbe quindi denunciato pubblicamente il furto, proprio nell'ottica di screditare la fazione oligarchica e promuovere così un sovvertimento costituzionale che favorisse un suo positivo inserimento nella scena siracusana.

### Scontro con i Siculi e morte
L'avversario contro cui naufraga il piano di dominio di Ippocrate è rappresentato dagli indigeni siculi, i quali resistono caparbiamente ad ogni tentativo di integrazione o soppressione. Il tiranno si rende protagonista di almeno due spedizioni contro di essi: riesce a conquistare Ergezio con l'inganno (con l'utilizzo della milizia un tempo mercenaria di Camarina, ora divenuta milizia civica), ma a Ibla (sito non identificato) il tiranno trova la morte, nel 491 a.C.
Dei figli di Ippocrate, Cleandro ed Euclide, si dichiara difensore Gelone, ma è ben presto chiaro che l'ipparco, annientata in battaglia la resistenza dell'elemento aristocratico che aveva cercato di riprendersi un margine di potere, vuole succedere egli stesso al tiranno.

## Il ruolo di Enesidemo e Gelone nella successione
Su questo frangente, possono essere messi a confronto la narrazione di Erodoto (7, 154, 1) e un passo di Aristotele (Retorica, 1, 12, 30). L'unico tra i membri della guardia palatina di Ippocrate che Erodoto citi, oltre a Gelone, è Enesidemo di Leontini. Nel passo aristotelico, un Enesidemo viene menzionato in rapporto a Gelone, nel contesto di una discussione sulla condizione interiore di chi commette ingiustizie e su coloro che le subiscono.
Il confronto per la successione a Ippocrate appare un contesto molto sensato per inquadrare l'episodio citato da Aristotele. Se l'ipotesi è corretta, si profila un panorama per cui Gelone assume la tirannide non, come emerge da Erodoto, per difendere i diritti dei figli di Ippocrate, ma per assumere la tirannia prima che a fare la stessa cosa sia il collega Enesidemo. Il periodo successivo, cioè quello dei sei anni di tirannia di Gelone a Gela, è molto poco documentato: Gelone deve tenere testa all'instabilità provocata dalla sua ascesa eversiva, in particolare alla protesta dei mercenari di Ippocrate, insediatisi a Camarina, che gli rimproverano di aver liquidato la discendenza del precedente tiranno, ma alcuni magnati passano dalla parte di Gelone e questi, inoltre, opera con essi un'attenta politica matrimoniale.